# (96747) Crespodasilva
(96747) Crespodasilva (1999 QQ2) – planetoida z grupy pasa głównego asteroid okrążająca Słońce w ciągu 4,18 lat w średniej odległości 2,59 j.a. Odkryta 16 sierpnia 1999 roku.